# Moine Thrust

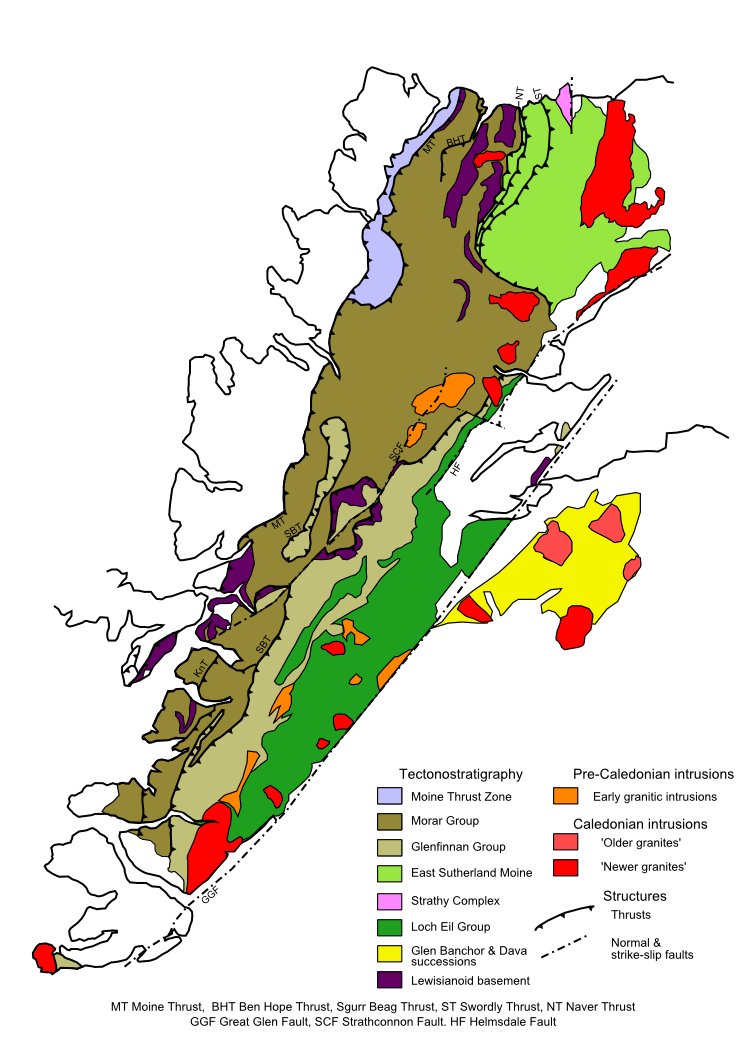
Carte géologique du nord de l'Écosse avec le Moine Thrust comme limite nord-ouest

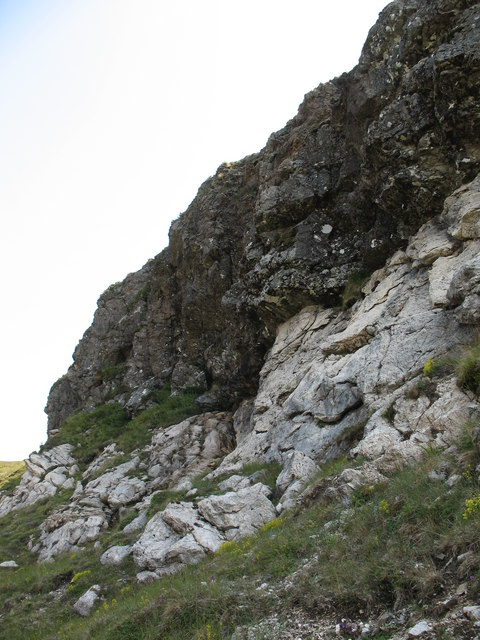
Le Moine Thrust à Knockan Crag. Est visible la couche supérieure de la faille de chevauchement constituée de gneiss.

Le Moine Thrust, littéralement faille de chevauchement de Moine, est une faille de chevauchement géologique située dans la chaîne de montagnes des Highlands en Écosse. Elle a été créée il y a entre 410 à 430 millions d'années lors de l'orogenèse calédonienne par la collision entre le paléocontinent Baltica et le paléocontinent Laurentia. La zone de chevauchement a une largeur de plusieurs kilomètres. Elle sépare un gneiss métamorphique soumis à des contraintes tectoniques (le gneiss de Lewis) datant du Néoprotérozoïque et des sédiments calcaires se trouvant en dessous. Ces derniers datant du Cambro-Ordovicien sont beaucoup plus récents. Ce nom vient de A'Mhoine, une tourbière située dans le Sutherland, au nord de la zone.

## Découverte
L'origine de cette configuration a donné lieu à la « Controverse des Highlands », certains géologues comme Roderick Murchison pensant que les gneiss étaient plus récents et avaient une origine métamorphique, alors que d'autres, comme James Nicol ou Charles Lapworth pensaient qu'il s'agissait d'une origine tectonique. En 1883 et 1884, les géologues Ben Peach et John Horne ont été envoyés par Archibald Geikie, Directeur du British Geological Survey sur le terrain pour effectuer une mission de cartographie. Cette étude a conclu à une origine tectonique et non métamorphique.  Le Moine Thrust a été identifié en 1907 comme la toute première faille de chevauchement.

## Observation
Le chevauchement peut être observé dans un affleurement géologique du géoparc de Knockan Crag (en), à environ 20 km au nord d'Ullapool. Un petit centre d'accueil offre un aperçu de la situation géologique, de courts sentiers de randonnée circulaires mènent à l'affleurement.